# Hestia tűztánc
A Hestia Tűztánc egy magyarországi tűzzsonglőr csoport neve. A csoport 2009-ben alakult, és azóta szünet nélkül tevékenykedik a show iparban. A tűzzsonglőr szót a tűztáncra használják korunkban. Mégis a két szó között különbség van, mégpedig a mozgás szembe tűnő stílusában. A tűzzsonglőr a szó szoros értelmében zsonglőrködik az eszközeivel. Dobásokat végez, és bravúros ügyességgel elkapja az eszközeit, mielőtt a földre hullanának. A tűztáncos ezzel ellentétben a zene ritmusára táncos a lángoló eszközzel, és nem az ügyességen alapul a műsora, hanem a tűzzel való mozgáson.

## Előzmények
2007-ben Szentes városában (Csongrád megye) elkezdték a közös gyakorlást a helyi tűzzsonglőrök. Sok hónap gyakorlás, élvezetből zsonglőrködés és barátságok szövődése után megalapították a Flames Of Szentes (Szentes Lángjai) tűzzsonglőr csapatot. A csapat 8 tagot számlált, és 2 évig tevékenykedett változatlan formában. A Flames Of Szentes csoportból kettő férfi tag kivált, és egy harmadik külsős bevonása mellett megalapították a Hestia Tűzzsonglőr Csoportot 2008 nyarán. Ez a háromfős csapat kezdte meg aktív, de már tapasztalatokon alapuló tevékenységét a show iparban.

## A Hestia Tűzzsonglőr Csoport
A csoport mind show ismerete mind üzleti ismerete robbanásszerű fejlődésnek indul képzéseken való részvétel és a referenciák számának növekedésével. A média és online jelenlét erősödik, és megkezdődnek a nemzetközi felkérések teljesítései is.

## A Hestia Tűztánc
A nevet a jelentősebb irányvonal változtatás jelzéseként változtatták meg. A táncosabb vonulat és több művészi érték műsorba implementálása nem a belső fejlődésnek köszönhető, hanem a rendezvények közönségének nyitottsága keltette életre. Az ügyes kézmozdulatokat szépen lassan felváltotta a művészi hangulat teremtésre való igény.

## Mérföldkövek és jelentősebb tevékenységek
- 2008 – Jelen Sziget Fesztivál rendszeres szereplői különálló műsor
- 2011 Buhemian Batyars – Megjöttek a fiúk című klip szereplés
- 2011 Viva Comet Díjátadó: Edward Maya háttér tüzesei
- 2016 Frindge Edingurgh Festival (Skócia, Egyesült Királyság): Szereplés a világ legnagyobb művészeti fesztiválján
- 2017 A nagy Hestia buli elnevezésű esemény

## Nemzetközi szereplések
A list a teljesség igénye nélkül: Ausztria, Szerbia, Szlovákia, Németország, Hollandia, Lengyelország, Skócia (Egyesült Királyság).

## Tagok névsora évekhez rendelve
- 2008 – 2010  Bátori Kamilla  Gazsi Zoltán Zsolt  Szűcs György
- 2010-2012  Molnár Erika Szilvia  Gazsi Zoltán Zsolt  Szűcs György
- 2012-2013  Ács Zsenifer  Szűcs György  Tóth Vivien
- 2013-2014  Békési Tamara  Molnár Erika Szilvia  Szűcs György
- 2014-2016  Békési Tamara  Krisztin Zsaklin Szabina  Szűcs György
- 2016-  Krisztin Zsaklin Szabina  Szűcs György

## Média szereplések

### Online sajtó
- Szegedma: Hestia: évek óta égnek a Sziget fesztiválon

### Nyomtatott sajtó
- Nők Lapja
- Presztízs Magazin
- Blikk
- Bors
- Metro
- Délmagyarország
- Szentesi élet
- Városi Visszhang

### Tv
- 2010 Duna Tv – Rotary Irodalmi Díj
- 2014 RTL Klub – Híradó
- 2017 M2 (Petőfi TV) – Én itt vagyok!